# 오하이오주
오하이오주(영어: State of Ohio)는 미국 중서부의 주이다. 북쪽으로는 이리호를 사이에 두고 캐나다 온타리오주와 국경을 이루며, 동쪽으로는 펜실베이니아주, 남동쪽으로 웨스트버지니아주, 남쪽으로 켄터키주, 서쪽으로 인디애나주, 북서쪽으로 미시간주와 붙어 있다.
오하이오칠엽수는 주를 상징하는 나무(official state tree)인데, 오하이오 주민들, 특히 오하이오주립대학의 학생, 교직원을 벅아이(Buckeye)라고 부른다. 율리시스 S. 그랜트, 러더퍼드 B. 헤이스, 제임스 가필드, 벤저민 해리슨, 윌리엄 하워드 태프트, 윌리엄 매킨리, 워런 G. 하딩 등 7명의 대통령들이 오하이오에서 태어났다. 오하이오주립 대학교와 신시내티 대학 등 13개의 대학이 있다.

## 역사

### 원주민의 시대
수 천 년 전에 선사시대 문명을 가진 인디언들이 현재 오하이오에 살고 있었다. 이들은 마운드 빌더즈(Mound Builders)라고 불리는 인디언의 조상이며, 높은 문명을 이룩하였다. 그들은 6,000개 이상의 시신이 매장된 고분, 요새와 오하이오 지방에 있는 많은 흙건축물을 남겼다. 이 인디언은 대략 기원전 600년부터 기원후 500년까지 오하이오주에 살던 아데나와 호프웰족들도 포함한 것이다.
초기의 백인 정착자들이 도착하였을 때 일부 인디언 종족이 오하이오 지방에 살고 있었다. 이 종족은 델라웨어족, 마이애미족, 쇼니족, 와이언도트족, 휴런족이었다.

### 탐험과 정착
프랑스의 탐험가 르네-로베르 카블리에 드 라 살이 오늘날의 오하이오에 도착한 첫 유럽인이었다. 그는 1670년경에 오하이오를 방문했다. 라 살의 탐험에 힘 입은 프랑스인들이 오하이오를 포함한 노스웨스트지방 전체를 영향권에 두었다. 그러나 영국인들은 자신들의 대서양 식민지가 있는 해안지방으로부터 광범위하게 내륙으로 들어오면 영향력을 높이려 하였다. 1750년, 버지니아의 오하이오 컴퍼니는 상부 오하이오 강 계곡을 탐험하기 위해 크리스토퍼 지스트를 보냈다. 1747년에 결성된 이 회사는 오하이오 지방을 식민지화하기 위해 영국인들과 버지니아 주민들이 설립한 것이다.
오하이오 지방을 포함한 북아메리카의 영유권을 둘러싸고 영국과 프랑스는 프렌치 인디언 전쟁으로 충돌하였다. 1763년, 파리 조약을 체결하며 프랑스는 영국에게 미시시피강 동부의 영토 대부분을 영국에게 주었다. 오하이오에서 태어난 인디언 추장 폰티악은 파리 조약이 체결된 후 영국군에 대항하여 반란을 일으켰다.
미국 독립 전쟁 동안의 전쟁으로 현재 뉴필라델피아 근처에 있는 쇤브룬에 모라비아 선교자들이 정착하였다. 1772년, 데이비드 자이스버거가 이끈 정착촌은 1776년에 버려졌다. 1780년, 조지 로저스 클라크는 현재 스프링필드 근처에 있는 피카 전투에서 영국군의 손을 잡은 쇼니 인디언들을 무찔렀다. 노스웨스트에서 클라크가 이끈 군사작전은 1783년 독립전쟁이 끝나고 맺어진 조약에서 이 지방을 미국이 지배하는 데 도움을 주었다.
오하이오를 포함한 이 지방은 1787년 노스웨스트 준주가 되었다. 그해에 오하이오 컴퍼니 산하 사람들이 머스키검 강 계곡에 있는 오하이오강 북서부의 대지를 매입하기 시작하였다. 이들은 뉴잉글랜드에서 온 사람들이었다. 1788년 4월 7일, 오하이오 컴퍼니는 백인들의 첫 영구적 정착지 매리어타를 만들었다. 독립 전쟁에서 싸운 루퍼스 퍼트넘이 이 정착식민지촌의 관리자였다. 그해의 7월에 매리어타는 노스웨스트 준주의 주도가 되었다. 곧 오하이오 강을 따라 다른 공동체들이 발달하였다. 많은 정착자가 군사복무하며 독립전쟁에 참가한 대가로 토지를 지급받은 베테랑들이었다.
시간이 흐르며 백인정착지는 점점 넓어져 갔고, 인디언들은 이에 저항하였다. 마이애미의 추장 리틀터틀(작은 거북이)이 일부 게릴라부대를 이끌었다. 1794년에 현재의 털리도 근처에서 일어난 폴렌팀버스전투에서 앤서니 웨인 장군이 인디언들을 물리쳤다. 다음 해에 그린빌 조약으로 인디언들이 현재의 오하이오주 면적의 약 2/3에 달하는 영토를 할할양해주며 잃었다. 타헤족과 크레인족, 와이언도트족 추장들 덕분에 이 조약을 인디언들이 깨끗하게 받아들였다. 평화가 다시 찾아오면서 훨씬 더 많은 정착민들이 오하이오에 쏟아져 들어왔다. 이들이 세운 많은 정착지들은 오하이오로 흘러 들어오는 강가에 세워졌다. 정착민들은 웨스턴 리저브(서쪽 정착지)라 불리는 오하이오 북동부에 정착하기도 하였다.
1800년, 미국 의회는 영토분할 법령을 통과시켰다. 이 법령으로 노스웨스트 준주의 서부가 떨어져나가 인디애나주가 되었다. 노스웨스트 준주는 동부에 있는 칠리코스(Chillicothe)를 새로운 주도로 세웠다.

### 주 지위
오하이오가 주(State)의 지위를 획득하기 위한 준비는 1802년 11월, 칠리코스 의회가 새로운 주를 위한 첫 헌법을 준비하며 시작되었다. 오하이오는 1803년 3월 1일, 17번째 주가 되었으며, 민주공화당의 에드워드 티핀이 첫 주지사가 되었다. 이 당시 오하이오의 인구는 약 70,000명이었고, 칠리코스가 1803년부터 1810년까지 주도였다가, 이후 제인스빌(Janesville)로 옮겼다. 1812년, 다시 칠리코스(Chillicothe)로 주도를 옮겼다가, 1816년 콜럼버스가 새로이 주도가 되었다.
1803년, 루이지애나 매입으로 오하이오의 주민들은 수출품을 위한 뱃길을 얻게 되었다. 이 수출품은 미시시피강에서 배에 실려 뉴올리언스를 통해 항구로 나갔다. 곧 뉴올리언스와의 강을 통한 무역이 번성하였다. 오하이오 강을 다닌 첫 증기선이 뉴올리언스 호이며, 1811년 처음으로 강에 다녔다.
오하이오는 미영 전쟁(1812~15)에서 중요한 역할을 차지하였다. 올리버 H. 페리 제독은 사우스 베이스에 있는 풋-인-베이로부터 항해를 시작하여 1813년 9월 10일 오하이오 쇼어에 있는 영국군의 군함에 상륙하였다. 페리는 이리호의 전투에서 중요한 해군의 승리를 거두었다. 전쟁이 끝나자, 동부에 있는 주에서 수천명의 사람들이 오하이오로 와서 정착하였다. 이들은 뉴잉글랜드주, 뉴욕주, 펜실베이니아주에서 건너왔으며, 영국과 독일에서 온 이민자들도 있었다.
1818년, 워크-인-워터는 이리(Lake Erie)호를 떠다닌 첫 증기선이 되었다. 이 배는 오대호가 서부로 향하는 수로로서 역할을 할 수 있음을 보여주었다. 1825년에는 이리호(오대호의 호수 중 하나, Lake Erie)로부터 뉴욕을 가로지르는 이리 운하가 개통되었다. 클리블랜드와 포츠머스를 연결하는 오하이오 앤드 이리 운하가 1832년에 완공되었고, 신시내티와 털리도를 연결하는 마이애미 앤드 이리 운하가 1845년에 완공되었다. 이 운하들은 25년이 넘게 붐비는 무역항로가 되었다. 그러나 철도가 개통되자 운하이용이 줄어들기 시작했다. 오하이오는 운하와 철도 덕분에 번성하여, 1830년과 1860년 사이에 많은 공장들과 제제소가 세워졌다.
1835년, 오하이오주와 미시간주가 예전의 낡은 영토경계선 때문에 영토분쟁을 일으키면서 털리도 전쟁이 일어났다. 실제 전투가 일어나기 전에, 앤드루 잭슨 대통령은 오하이오주지사와 미시간 주지사를 설득시킬 대리인을 보내 휴전을 종용했다. 1836년, 미국의회는 오하이오주에 이리호 사이에 있는 대략 520 스퀘어 마일(1,350km2)을 지역을 주었다.

### 남북 전쟁 시기

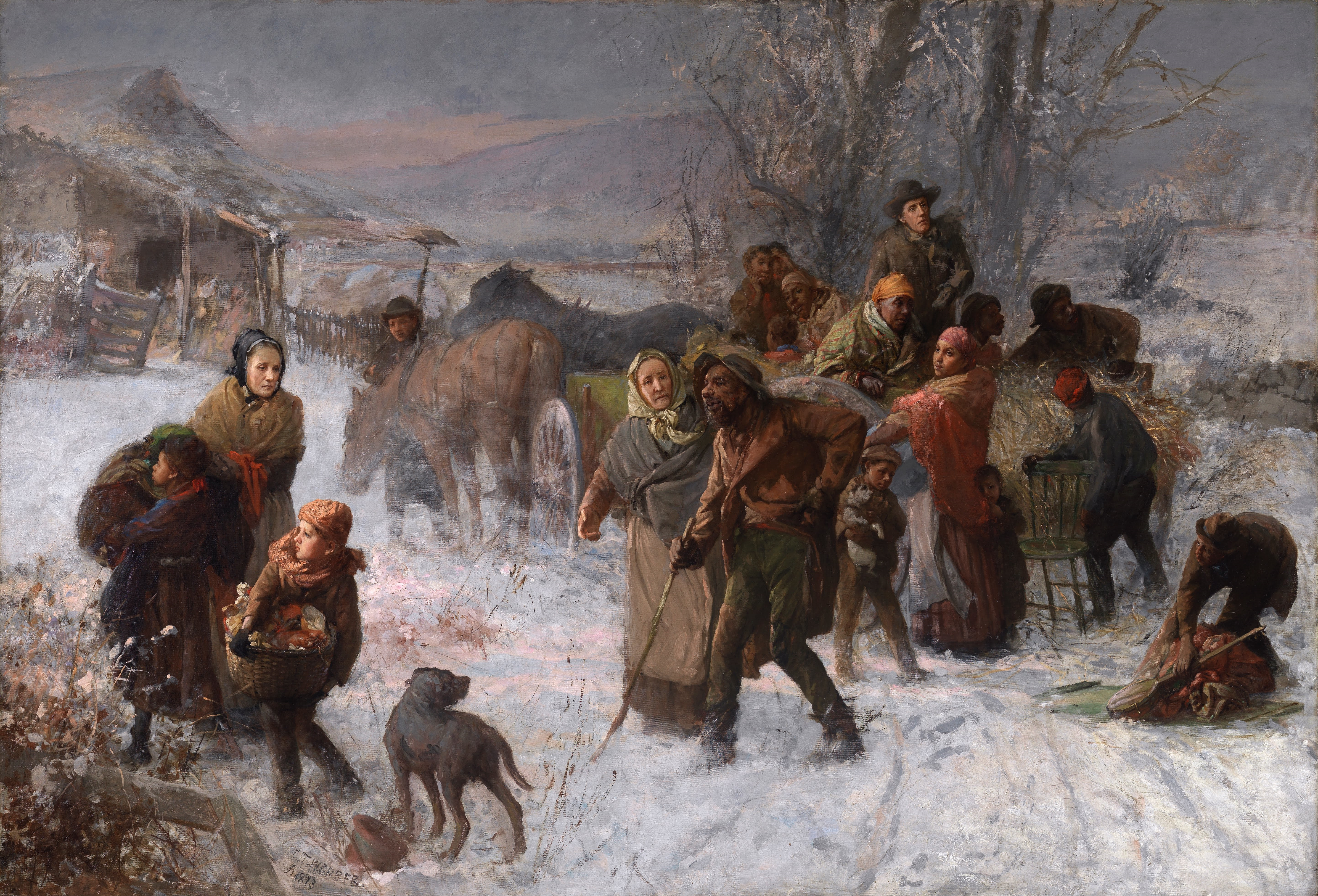
오하이오의 지하 철도는 도망친 노예들이 캐나다로 달아날 수 있도록 도움을 주었다.

남북 전쟁(1861~65)이 일어나가 전, 오랜 세월 동안 많은 오하이오의 주민들이 노예제도에 강한 의문을 품었다. 많은 노예제도 폐지론자들이 오하이오에 살았다. 그들은 도망친 노예들이 오하이오 강을 건너 캐나다로 갈 수 있도록 도움을 주었다. 친남부적인 오하이오의 주민들은 주로 오하이오주의 남부에 살았다. 1862년, 오하이오주의 남부 데이턴의 클레멘트 L. 밸런디엄이 에이브러햄 링컨 행정부의 노예제도폐지를 반대하며 평화민주당의 지도자가 되었다. 밸런디엄과 뜻을 함께한 친남부적인 주민들을 "코퍼헤드"라고 불렀다.
율리시스 S. 그랜트와 윌리엄 T. 셔먼을 포함한 많은 북군의 사령관들이 오하이오에서 태어났다. 북군 중에 약 345,000명의 남성들이 오하이오주 출신이었다. 1863년, "모건즈 라이더"라 불리는 남군의 기병대가 오하이오로 와서 남북전쟁 중 가장 북쪽에서 일어난 전투가 일어났다. 존 헌트 모건 장군이 이끄는 남군은 컬럼비아나 카운티에서 사로 잡혔다. 모건 장군은 후에 탈출하여 남부로 도망갔다.

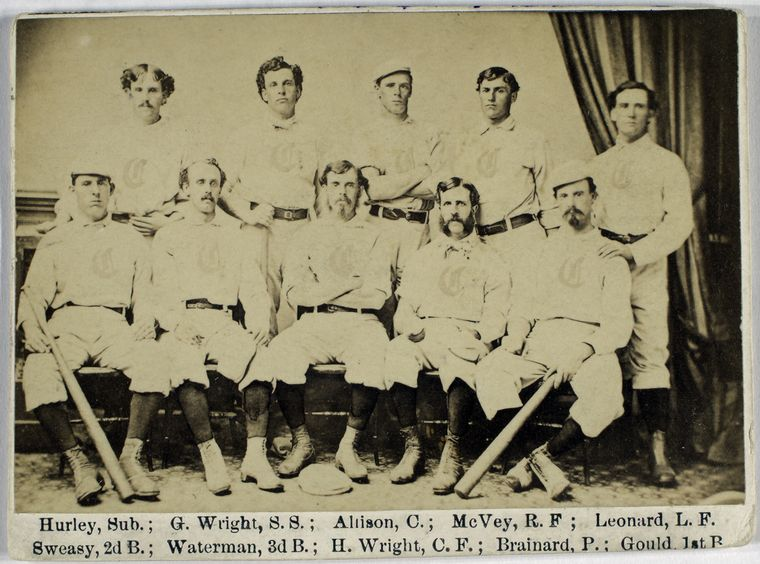
최초의 프로 야구 팀 신시내티 레드 스타킹즈(현재의 신시내티 레즈)(1869).

남북전쟁이 끝난 후 오하이오의 공업 중심지들이 빠르게 번영하였다. 다른 나라에서 온 근로자들이 오하이오에 정착하기 시작했다. 이리 호에서 석탄, 철광석 같은 광물들을 나르는 해운업이 증가하였다. 농업이 전통적으로 대표산업이지만, 제조업 또한 발달하였다.
1869년에는 현재 신시내티 레즈의 전신인 신시내티 레드스타킹즈가 첫 프로 야구 팀이 되었다. 1870년, 벤저민 F. 구드리치가 애크런에서 고무제품을 제조하기 시작하였다.

### 1900년대 초반
오하이오주정부는 1800년대 후반에 스캔들과 부패 때문에 분열되었다. 클리블랜드의 정치지도자 마커스 A. 핸너와 신시내티의 정치지도자 조지 B. 콕스, 둘 다 공화당 소속으로 주의 정치를 지배하였다. 1900년 경에 털리도의 시장 새뮤얼 존스와 클리블랜드 시장 톰 존슨이 도시 정부를 개혁하는 데 영향을 준 운동을 이끌었다.
오하이오는 1913년의 봄에 최악의 홍수가 일어났다. 강물이 둑으로 넘쳐흐르면서, 대략 1억 달러의 재산상 손해와 약 350명이 사망하는 인명피해를 입었다. 마이애미 강 계곡 쪽, 특히 데이턴(Dayton)시는 많이 파괴되었다. 1914년, 주의 입법부는 미국 역사상 첫 입법인 보존 법령을 통과시켰다. 법령의 주요 목적은 전체의 강 시스템들에 기초를 둔 홍수 조절 구역들을 설립하기 위한 허락이었다. 보존 법령 아래에 1922년 마이애미 강 계곡에 완공된 것을 포함한 많은 홍수 조절 댐들과 저수지들이 세워졌다. 연방 정부도 오하이오에 대략 20개의 홍수 조절 댐들을 지었다.
1917년, 미국이 제1차 세계 대전에 참전한 후, 오하이오는 수많은 전쟁 물자들을 생산하였다. 클리블랜드의 뉴턴 D. 베이커는 우드로 윌슨 대통령의 전쟁 내각에서 전쟁 장관을 지냈다.

### 세계 대전 사이
1921년, 매리언의 워런 G. 하딩이 대통령에 당선되었을 때, 그의 민주당 상대 후보는 데이턴의 제임스 M. 콕스였다. 1920년대는 지속적인 산업의 발전 때문에 오하이오에서 번영하는 세월이었다. 신시내티, 클리블랜드, 데이턴, 털리도와 다른 산업 도시들은 빠르게 확장되었다. 도시들이 번영하면서 가까이 있는 농장들이 사라졌다. 1929년에 일어난 대공황이 오하이오의 이 도시들을 강하게 치자, 자신들의 공장들이 문을 닫으면서 수천명의 근로자들이 직업을 잃고 말았다. 농장의 가격이 날카롭게 떨어질 때 많은 농부들이 자신들의 대지를 잃었다.
공공 사업 촉진국(WPA) 같은 정부의 기금과 연방 대리들이 1930년대 동안에 오하이오를 대공황으로부터 회복하는 데 도움을 주었다. 1934년, 머스키검 강 유역 홍수 조절 계획에 일을 시작하였다. 이 계획은 1937년, 수많은 댐들이 오하이오 강의 무거운 홍수를 견디어낼 때에 국내에서 주목을 받았다. 1938년에 완공되었으며, 이듬해에는 후에 미국 상원에서 가장 힘있는 정치인이 된 로버트 A. 태프트가 오하이오주에서 온 공화당 상원으로서 첫 임기를 시작하였다.

### 1900년대 중반
제2차 세계 대전이 일어나는 동안에 오하이오주는 공군기, 군함과 무기들을 생산하였다. 그것을 또한 전쟁 모금에 철강, 타이어 등을 기여하였다. 무장 복무들이 주에서 일부 훈련 센터를 창설하였다. 1950년대 동안에는 원자력 위원회가 오하이오에 일부 시설을 지었다. 1955년에는 241 마일(388 킬로미터)의 오하이오 턴파이크란 고속도로가 개통되었다. 1958년, 미국 항공 우주국은 클리블랜드의 루이스 필드에 존 H. 글렌 연구 센터를 운영하였다. 거기의 과학자들은 우주 추진 시스템 연구에 지휘하였다.
오하이오의 산업 번창은 1960년대 동안에 빠르게 전진하였다. 1963년, 주는 더 많은 산업을 끌어들이기 위하여 거대한 경제 개발 프로그램을 발표하였다. 산업 확장은 새로운 알루미늄 지대와 싼 석탄 발생 전력을 제공한 오하이오 강변에 있는 도시들의 화학 공장들을 포함한다.
오하이오는 또한 국제 무역에도 들어갔다. 이리 호에 위치한 8개의 도시들 - 애쉬터불러, 클리블랜드, 코노트, 페어포트, 휴런, 로레인과 털리도는 1959년에 개장한 세인트로렌스 수로의 항구들이 되었다. 1970년에 들어서 오하이오는 해마다 제품 수철의 가격에서 주들 사이에 4위의 순위에 올랐다.
일부 중요한 변화화들이 주 정부에 일어났다. 1959년, 오하이오의 투표자들은 주지사와 다른 선출된 행정 공무원들의 임기를 2년에서 4년으로 늘였다. 1964년에 미국 대법원은 인구에 기초를 둔 더 많은 동등한 대표를 마련하기 위해 오하이오는 자신들의 하원을 다시 나누어야 한다고 지도하였다. 주의 입법부는 상원과 하원 양쪽을 위한 재임명 계획을 정렬시켰다. 1967년, 투표자들은 계획을 찬성하였다.

### 최근의 발전

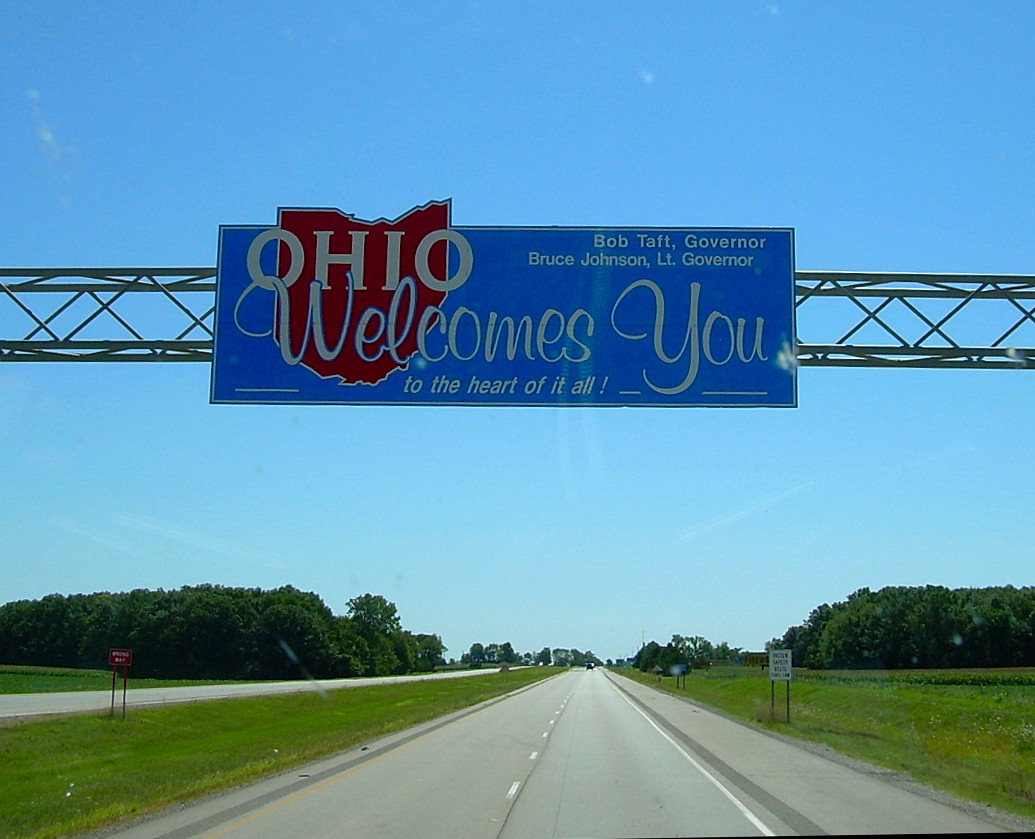
낡은 스타일의 오하이오주 환영 사인

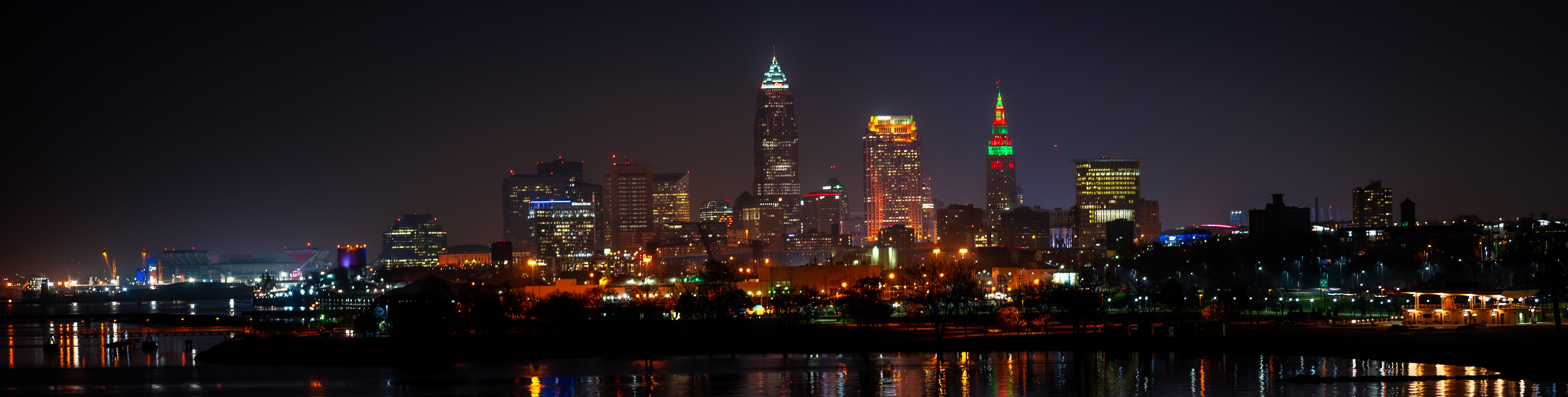
다운타운 클리블랜드의 야경

1971년, 주 입법부는 주 정부의 올라가는 가격들을 내는 데 도움을 준 소득 세금을 제정하였다. 1972년, 투표자들은 주 헌법이 공공 학교들을 기부하는 데 도움을 준 주립 추천 분배를 허락하는 것을 수정하는 데 찬성하였다.
오하이오주는 공공 교육의 자금 논쟁과 함께 지속적을 고분하였다. 1966년과 1970년대 중반 사이에 일부 학교 구역들이 자금의 모잘랐기 때문에 문을 닫았다. 1980년대 초반에 공공 학교들과 주의 지원을 받은 대학 시스템을 위한 자금 마련과 다른 주의 공공 서비스를 지지하는 도움을 주기 위해 주의 소득 세금이 늘어났다. 1997년에는 드롤프 대 오하이오주의 사건에서 오하이오 대법원이 자금 시스템이 비헌법적이라고 판결하였다. 결정은 2000년대로 들어와 지속적인 논쟁을 일으켰다.
오하이오주는 또한 동력 자원의 줄어듦에 따라 일어난 문제들을 다루기 시작하였다. 1970년대 중반 동안에 일어난 연료 부족은 연료 가격이 오르고 제품 가격이 떨어지는 원인을 가져왔다. 1977년, 겨울 동안에 천연가스 부족이 일시적으로 주의 공장들, 사무소들과 학교들이 폐문하도록 강요하였다.
1980년대에는 풍족한 천연가스와 싼 가격의 석유가 자동차와 화학품의 생산을 포함한 많은 오하이오의 중요한 제조업을 부흥시켰켰다. 1985년, 오하이오의 투표자들은 주의 석탄의 고유황 성분을 줄이는 기술들을 발달시키는 길에 재정적 연구로 1억 달러의 보증금 논쟁을 찬성하였다. 목적은 석탄 사용의 향상 같이 석탄이 환경 기준을 만나게 하는 것이었다. 1993년에 개장한 연구소로부터 발전소는 저유황 석탄을 사용하는 결과를 가져왔다.
오하이오의 다른 심각한 문제들은 이리 호와 주의 강들의 공해 문제였다. 연방과 주의 반공해 법률과 조절들은 이제 상업적인 낚시와 놀이를 위하여 강들과 이리 호를 정화시켰다. 1993년, 오하이오의 투표자들은 주의 공원들과 다른 놀이 지역들에 재정적 향상과 확장을 위한 2억 달러 보증금 논쟁에 찬성하였다.
그럼에 불구하고, 오하이오주는 지속적으로 심각한 문제들을 가졌다. 오하이오의 제조업 - 특히 철강업은 늘어나는 외국 경쟁업체들과의 경쟁과 직면하였다. 어떤 오하이오의 산업들은 더 따뜻한 기후와 싼 노동력의 주들로 옮겨갔다. 많은 오하이오의 농부들도 어려움이 있었다. 곡물과 가축을 위한 가격에 주기적인 쇠퇴가 농부들을 위한 낮은 소득의 결과를 가져왔다.

## 정치
미국 대통령 선거에서 가장 결정적인 영향력이 있는 선거인단을 보유한 주가 오하이오주이다. 따라서 미국에서 대통령이 되기 위해서는 오하이오주의 선거인단 선거에서 승리해야 한다. 제2차 세계 대전 이후 미국 대통령 선거에서 이곳을 빼앗기고도 당선된 대통령은 존 F. 케네디, 조 바이든뿐이다. 이 때문에 미국의 정계에서는 오하이오 징크스 (오하이오주의 선거인단을 빼앗긴 공화당 후보는 대통령에 당선되지 못한다는 법칙)가 존재하며 오하이오가 가면 미국이 간다(As Ohio goes, so goes the nation)라는 말까지 있다. 2000년, 대선에서는 조지 W. 부시 전 대통령이 오하이오주에서 이겨서 더 적은 표를 받고도 대통령이 되었고, 2012년 대선에서 역시 버락 오바마가 오하이오주의 선거인단을 확보한 뒤 밋 롬니를 상대로 대선에서 승리를 거두고 2016년 대선에서 도널드 트럼프가 오하이오주를 확보한 뒤 힐러리 클린턴보다 200만 표나 뒤처지고도 대통령에 당선되면서 오하이오 불패 신화를 계속 이어나갔다. 그러나 2020년 선거에 재출마한 트럼프는 오하이오에서 이겼지만 조 바이든에 큰 차이로 패배했다.

## 경제

### 서비스업

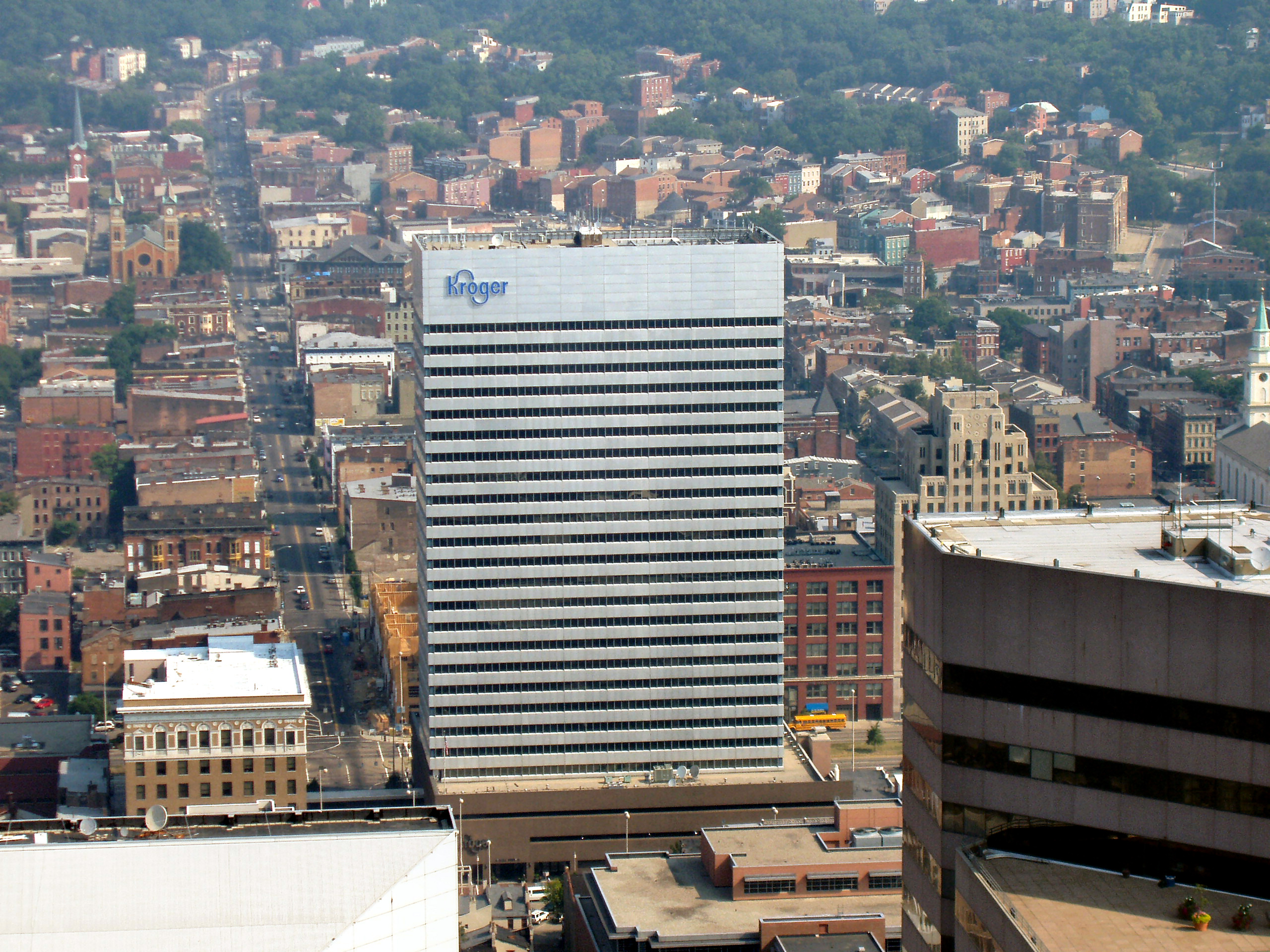
신시내티에 있는 유통업체 크로거의 본사

서비스업은 오하이오주의 총개의 국내 생산과 다른 타입의 산업보다 더 많은 사람들을 고용하면서 주에서 가장 큰 산업이다. 서비스업의 대부분은 주의 메트로폴리탄 지역들에 집중되어 있다.
금융, 보험과 부동산업은 오하이오 경제에 중요한 산업이다. 오하이오주의 가장 큰 은행들이 클리블랜드와 콜럼버스에 본사사를 두고 있다. 클리블랜드는 의회가 설립한 12개의 연방 은행들 중 하나인 포스 연방 상호 은행의 본부이다. 신시내티도 피프스 서드 뱅코어를 포함한 일부 큰 금융 회사들을 두고 있다. 네이션와이드 뮤추얼얼 보험 회사 & 자매 회사들과 프로그레시브 사망 보험 회사 같은 일부 큰 보험 회사들이 오하이오주에 본부를 두었다.
주도인인 콜럼버스는 정부 활동의 중심지이다. 클리블랜드는 미국에서 지도력 있는 보건의 중심지이다. 많은 호텔, 식당과 소매상들이 신시내티, 클리블랜드와 콜럼버스에서 운영되고 있다. 신시내티와 털리도는 거의 도매상을 다루고 있다. 이리 호와 오하이오 강을 따라서 일부 해운 회사들이 놓여있다. 라이트-패터슨 공군 기지가 데이턴 근처에 놓여있다.
많은 큰 회사들이 오하이오주에 본사를 두고 있다. 신시내티 지역은 메이시즈와 크로거 주식회사 같은 주요 소매 회사들의 본사들이 있고, 패스트푸드 체인 웬디스의 본사가 더블린에 있다. 콜럼버스는 세계에서 가장 큰 개인적 연구 단체인 배털 기념 연구소가 있다. 주요 트럭 교통 회사인 로드웨이 엑스프레스가 애크론에 본사를 두고 있다.

### 제조업
오하이오주는 지도력 있는 제조업이 발달한 주들 중 하나이다. 애크런, 신시내티, 클리블랜드, 콜럼버스, 데이턴과 털리도는 제1의 제조업 도시들이다.
교통 수단은 오하이오에서 최고의 제조 생산품이다. 오하이오에서 만드는 교통 수단의 가장 중요한 타입은 자동차과 그 부품이다. 자동차 부품은 클리블랜드, 데이턴, 털리도와 워런 지역에서 왔다. 오하이오는 또한 항공기와 그 부품을 만들기도 한다.
식품 제조업도 또한 중요하다. 신시내티, 클리블랜드와 콜럼버스 지역들은 오하이오의 주요 식품 가공업 중심지들이다. 매리먼트는 쿠키와 크래커 같은 과자들을 만드는 공장 지대가 있다. 설론은 냉동 식품을 만든다. 세계에서 가장 큰 요구르트 제조업 지대는 민스터이다. 너폴리언은 큰 수프 공장이 있다. 웰스턴에 있는 공장은 세계에서 주도적인 냉동 피자의 생산지이다.
오하이오는 합성과 예비 금속 제품을 만드는 데 미국에서 제1위이다. 기계 숍 제품들은 으뜸가는 합성 금속 제품이다. 클리블랜드 지역은 오하이오에서 합성 금속 제품의 지도력 있는 곳이다. 오하이오는 미국에서 비가공 철강업의 2위에 올라있다. 가장 큰 철강 도시들은 캔턴, 클리블랜드, 미들타운과 워런 지역들이다. 클리블랜드, 신시내티와 다른 도시들은 알루미늄 공업이 발달하였다.
화학품, 유리 제품, 기계, 플라스틱과 고무 제품도 오하이오에서 생산되고 있다. 오하이오 제1의 화학품들은 산업용 화학품, 페인트, 비누와 화장품이다. 주요 비누와 유지 회사 프록터 앤드 갬블이 신시내티에 본사를 두었다. 털리도와 다른 주의 도시들은 유리르 만든다. 풍부한 모래와 천연가스가 유리 생산에 큰 도움을 주고 있다. 오하이오의 주요 기계 제품은 난방 장비와 기계 도구 등이다. 클리블랜드, 신시내티와 데이턴은 기계 제품의 주요 중심지이다. 애크런, 데이턴과 핀들리에 있는 도시들은 호스와 타이어 같은 고무 제품을 만들고 있다. 굿이어 타이어 앤 러버 컴퍼니의 본사가 애크런에 있다. 주의 많은 도시들이 플라스틱 제품을 생산한다.

### 농업
농장이 오하이오의 대략 절반을 뒤덮고 있다. 곡물이 주의 농업 소득의 대략 3분의 2를 차지한다. 밭의 곡물들의 오하이오 농사 소득에 거의 마련한다. 콩은 주에서 제1의 생산물이다. 옥수수는 그 다음이며, 오하이오주는 콩과 옥수수 둘다 가장 많이 생산하는 편이다. 농부들은 주의 거의 모든 지역들, 특히 틸 평야 지방에서 콩과 옥수수를 재배하고 있다. 건초, 담배와 밀을 생산하기도 한다.
오하이오주는 개척 시대 이래부터 중요한 과일 생산지르 지내왔다. 사과에 추가로 오하이오의 농부들은 포도, 딸기를 생산한다. 이리 호를 걸쳐 포도를 생산하는 기슭에 포도밭이 널려 있다. 따뜻한 호수의 바람들이 봄 후순과 가을 초순에 서리로부터 포도를 보호한다.
오하이오주는 양배추, 오이, 감자, 토마토, 사탕 옥수수 등의 큰 양을 생산한다. 오대호 평원의 풍부한 흙과 오하이오 강의 따뜻한 저지대가 특히 채소 생산에 좋은 편이다.
우유는 오하이오주에서 주요한 축산물이다. 오하이오주 제1의 낙농 지역은 북동부의 컬럼비아나, 홈즈, 스타크, 터스카라워스와 웨인 카운티, 서부의 머서 카운티를 포함한다. 주는 최고의 치즈와 아이스크림 생산지이다.
오하이오의 많은 농부들은 육우를 사육한다. 또한 돼지 사육도 순위에 드는 편이다. 마이애미 강 계곡의 농부들은 1800년대 동안에 폴란드차이나 종의 돼지를 발육시켰다. 또한 주의 중부에서 고기와 털을 위하여 양을 기르기도 한다. 오하이오는 미시시피 강 동부의 다른 주들보다 더 많은 양털을 생산한다.
닭과 칠면조를 사육하면서, 오하이오는 달걀 생산을 하는 지도력 있는 주들 중 하나이다. 달걀 생산의 농장은 주의 서중부에 있다.

### 광업
석탄과 천연가스는 오하이오 광업 소득의 위대한 근본이다. 연한 석탄의 광산은 주로 주의 동부와 남동부에 놓여있다. 애펄레이치언 탄광이 펜실베이니아주와 웨스트버지니아주와도 연결되어 있다.주의 동부는 주에서 제1의 천연가스 생산지이다.
오하이오는 사암의 생산지로도 알려졌는데, 주로 주의 동부와 북부에서 생산된다. 또한 보통과 불의 점토를 생산하는데, 이 점토들은 시멘트, 벽돌과 타일 등을 만드는 데 쓰인다. 오하이오는 또한 석회암과 그 제품을 만드는 중요한 지역이다. 또한 시멘트, 제철, 비료 등을 만드는 데 쓰이기도 한다.
오하이오에서 가장 오래된 광업은 소금의 생산이고, 미국에서 제1의 소금 생산지들 중 하나이다. 가장 깊은 소금굴은 클리블랜드의 북동부에 있는 페어포트 항구 근처이다. 석유는 오하이오 동부의 일부 지역에서 채굴되며, 모래와 자갈도 주 전역을 통하여 생산한다.

## 주민
| 인구조사                      | 인구       | Note | %±     |
| ----------------------------- | ---------- | ---- | ------ |
| 1800년                        | 45,365     |      | —      |
| 1810년                        | 230,760    |      | 408.7% |
| 1820년                        | 581,434    |      | 152.0% |
| 1830년                        | 937,903    |      | 61.3%  |
| 1840년                        | 1,519,467  |      | 62.0%  |
| 1850년                        | 1,980,329  |      | 30.3%  |
| 1860년                        | 2,339,511  |      | 18.1%  |
| 1870년                        | 2,665,260  |      | 13.9%  |
| 1880년                        | 3,198,062  |      | 20.0%  |
| 1890년                        | 3,672,329  |      | 14.8%  |
| 1900년                        | 4,157,545  |      | 13.2%  |
| 1910년                        | 4,767,121  |      | 14.7%  |
| 1920년                        | 5,759,394  |      | 20.8%  |
| 1930년                        | 6,646,697  |      | 15.4%  |
| 1940년                        | 6,907,612  |      | 3.9%   |
| 1950년                        | 7,946,627  |      | 15.0%  |
| 1960년                        | 9,706,397  |      | 22.1%  |
| 1970년                        | 10,652,017 |      | 9.7%   |
| 1980년                        | 10,797,630 |      | 1.4%   |
| 1990년                        | 10,847,115 |      | 0.5%   |
| 2000년                        | 11,353,140 |      | 4.7%   |
| 2010년                        | 11,536,504 |      | 1.6%   |
| 2019 (추산)                   | 11,689,100 |      | 1.3%   |
| 출처: 1910–2010 2019 Estimate |            |      |        |

2000년, 미국 인구 조사국에 따르면 오하이오는 11,353,140명의 사람들이 살고 있다고 한다. 1990년의 10,847,115명에서 5 퍼센트 가까이 늘었다. 50개의 주들 중 오하이오는 인구 순위 7위에 올라있다.
약 80 퍼센트의 오하이오의 주민들은 주의 메트로폴리탄 지역에 살고 있다. 대략 주민의 절반이 3개의 가장 큰 메트로폴리탄 지역인 신시내티-미들타운과 클리블랜드-일리리아-멘터와 콜럼버스에 산다.
오하이오에는 16개의 메트로폴리탄 지역들이 있다. 그 중 6개는 인디애나주, 켄터키주, 펜실베이니아주와 웨스트버지니아주와 접한다.
주도인 콜럼버스는 711,470명의 인구와 함께 주에서 가장 큰 도시이다. 5개의 다른 도시들은 100,000명 혹은 그 이상의 인구를 가졌으며, 클리블랜드, 신시내티, 털리도, 애크런과 데이턴이다.
오하이오주의 가장 큰 주민들은 독일, 아일랜드, 영국, 폴란드 계통이다. 아프리카계 미국인은 주 인구의 12 퍼센트 이상을 차지하며, 히스패닉과 아시아인은 주 인구의 2 퍼센트 미만이다.